# アダム・ダギム
アダム・ダギム（Adam Daghim アラビア語: آدم دغيم, 2005年9月28日 - ）は、デンマーク・首都地域ヴァンレーセ出身のサッカー選手。オーストリア・ブンデスリーガ・レッドブル・ザルツブルク所属。ポジションはFW。

## クラブ経歴

### オーフスGF
2021年にオーフスGFと契約。2022年にトップチームに昇格し、4月3日のヴェイレBK戦でプロデビュー。

### レッドブル・ザルツブルク
2023年8月30日、レッドブル・ザルツブルクと2026年までの契約を締結。2023-24シーズンはFCリーフェリングでは6ゴールを決め、トップチームでは1試合に出場。2024-25シーズンより正式にトップチームに登録された。

## 代表経歴
2023年より、ユース世代のデンマーク代表に招集されている。

## 人物
両親はパレスチナ自治区からの移民で、同国の国籍も所有している。